# 우베 봄
우베 봄(독일어: Uwe Bohm, 본명: Uwe Enkelmann, 1962년 1월 23일~2022년 4월 9일)은 독일의 배우이다.

## 출연 작품

### 영화
- 《굿바이 베를린》(2016년)
- 《생츄어리》(2015년)
- 《더 케이스 제이콥 본 메츨러》(2012년)
- 《그림자 속에서》(2010년)
- 《도이칠란트 09 - 13 크루제 필름 주르 라지 바더 네이션》(2009년)
- 《휴가》(2007년)
- 《신과 함께 가라》(2002년)